# Amblyrhynchichthys micracanthus
Amblyrhynchichthys micracanthus es una especie de peces de la familia de los
Cyprinidae en el orden de los Cypriniformes.

## Morfología
Los machos pueden llegar alcanzar los 19,7 cm de longitud total.

## Reproducción
Es ovíparo.

## Hábitat
Es un pez de agua dulce. y de clima tropical.

## Distribución geográfica
Se encuentran en Asia:  cuencas de los ríos  Mekong, Chao Phraya, Mae Khlong y  Tapi en Indochina.